# Aulacophoroides millettiae
Aulacophoroides millettiae är en insektsart som beskrevs av Qiao, Jiang och Martin 2006. Aulacophoroides millettiae ingår i släktet Aulacophoroides och familjen långrörsbladlöss. Inga underarter finns listade i Catalogue of Life.